# Gruzniszczewo
Gruzniszczewo (ros. Грузнищево) – wieś w Rosji, w rejonie wielikoustidzkim obwodu wołogodzkiego. W 2010 r. liczyła 16 mieszkańców.